# KopciuchElmo
KopciuchElmo (ang. Cinderelmo, 1999) – amerykański film familijny.

## Opis fabuły
Jeden z mieszkańców ulicy Sezamkowej – Elmo jest miłośnikiem kanapek z masłem orzechowym i dżemem. Tym razem jednak poznajemy jego inne oblicze. Dzięki pomocy nieocenionej wróżki Godperson, Elmo zamienia się w Kopciuszka, po czym wybiera się na wielki bal. Tam poznaje piękną księżniczkę.

## Obsada
- Kevin Clash – Elmo
- Keri Russell – Księżniczka
- Caroll Spinney – Wielki Ptak
- French Stewart – Książę
- Oliver Platt –
  - Frank,
  - Wróżka Godperson
- Fran Brill – Zoe
- Vicky Lambert – Tancerka
- Joey Mazzarino – Król Fred
- Jerry Nelson –
  - Hrabia von Hrabia,
  - Pan Johnson
- Frank Oz –
  - Bert,
  - Grover,
  - Ciasteczkowy potwór
- Martin P. Robinson –
  - Potwór Telly,
  - Aloysius "Snuffy" Snuffleupagus
- Steve Whitmire –
  - Ernie,
  - Żaba Kermit